# Родаљице
Родаљице су насељено мјесто у Буковици, у сјеверној Далмацији. Припадају граду Бенковцу у Задарској жупанији, Република Хрватска.

## Географија
Родаљице су удаљене око 15 км источно од Бенковца.

## Историја
Родаљице се од распада Југославије до августа 1995. године налазиле у Републици Српској Крајини.

## Култура
У Родаљицама се налази римокатоличка црква Велике Госпе изграђена 1938. године.

## Становништво
Родаљице су једно од ријетких села у Буковици које је прије рата имало хрватску етничку већину. Према попису из 1991. године, насеље Родаљице је имало 162 становника. Према попису становништва из 2001. године, Родаљице су имале 80 становника. Родаљице су према попису становништва из 2011. године имале 67 становника.
| Демографија | Демографија | Демографија |
| Година      | Становника  | Становника  |
| ----------- | ----------- | ----------- |
| 1961.       | 258         |             |
| 1971.       | 227         |             |
| 1981.       | 177         |             |
| 1991.       | 162         |             |
| 2001.       | 80          |             |
| 2011.       |             | 67          |